# Iida
Iida (飯田市?, Iida-shi) è una città giapponese della prefettura di Nagano.

## Amministrazione

### Gemellaggi
- Charleville-Mézières
- Tsuyama